# Рифмологион
«Рифмологио́н» (полное заглавие: «Рифмологион, или Стихослов, содержяй в себѣ стихи, равномѣрно и краесогласно сложенныя, различным нуждам приличныя. В славу и честь Бога в Троицѣ единаго, Пречистыя Божия Матере, святых угодников Господних. В ползу юных и старых, духовных и мiрских различных санов. Купно во утѣху и умиление, в благодарствие, похвалу и привѣт и прочая. Божиею помощию трудолюбием многогрѣшнаго во иеромонасѣх Сѵмеона Полоцкаго, в различная лѣта и времена сложенныя, потом же в едино собрание сочетанныя. В лѣто от создания мiра 7187. От Рождества Бога во плоти 1678») — сборник придворно-церемониальных стихотворений Симеона Полоцкого, в состав которого также включены две пьесы: «Комидия о блудном сыне» и трагедия «О Навходоносоре царе, о теле злате и о триех отроцех, в пещи не соженных». Сборник сохранился в единственном списке, сделанном Полоцким в 1678 году. В 2013 году вышло академическое научно-критическое издание «Рифмологиона». Сборник занимает важное место в творчестве Симеона Полоцкого и в истории русской поэзии. «Рифмологион» послужил основой для становления жанра панегирика.

## История создания сборника
Симеон Полоцкий начал работать над «Рифмологионом» в первой трети 1678 года, о чём свидетельствует указанная в заглавии сборника дата («<…> лето от создания мира 7187, от рождения во плоти 1678»). Автор предварительно продумал оглавление рукописи, наметил полистовую нумерацию произведений. «Оглавление» стало основой для дальнейшей работы двух писцов, помогавших Симеону в составлении сборника, однако позже в него были внесены некоторые изменения. Сборник дошел до нас в единственном списке, который в настоящее время хранится в Государственном историческом музее в собрании Синодальной библиотеки под № 287.
Вероятно, единого черновика «Рифмологиона» не существовало. Симеон включил в «Оглавление» названия написанных им в 1659—1680 годах стихотворений, рукописи которых он по отдельности сохранял. В будущем автор сборника рассчитывал дополнить его новыми произведениями. Писцы, обращаясь к имеющимся черновикам отдельных текстов, переписывали стихотворения в тетради, которые впоследствии составили одну книгу.
Примечательно, что в начале пребывания в Москве Симеон не знал кириллицы и при написании первых поздравительных стихов использовал польскую графику. В дальнейшем некоторые из этих стихотворений (прежде всего рождественские) были переведены в кириллицу и вошли в «Рифмологион».
Рукопись, сохранившаяся до нашего времени, считается рабочей или условно беловой. Окончательная версия сборника недоступна читателям, так как автор умер, не успев подготовить ни публикацию, ни парадный экземпляр.

## Структура и основные идеи сборника
Структура сборника «Рифмологион» представляет собой собрание стихотворений, пяти книжиц и двух пьес. Содержание сборника связано с царским двором периода правления Алексея Михайловича и его сына Федора.
М. А. Федотова отмечает задачу сборника так: «как рачительный хозяин, он [Симеон] собрал написанное им за годы придворной службы в единую книгу в надежде использовать в будущем готовые тексты при создании очередного приветствия».
«Рифмологион» относится к придворно-церемониальной поэзии. Сборник состоит из двух томов. Большая половина сборника состоит из стихотворных циклов о празднованиях Рождества, Пасхи, церковных праздников, а также стихотворных композиций, которые автор посвятил царю и его семье, придворным, представителям церкви.
Наряду с указанными стихотворными циклами в сборник вошли так называемые пять «книжиц». Каждая из них посвящена наиболее значимым событиям из жизни царской семьи. Этими событиями стали следующие:
- рождение царевича Симеона (Книжица «Благоприветствование»);
- официальное провозглашение Алексея Алексеевича наследником царского престола («книжица» «Орел Российский»);
- кончина царицы Марии Ильиничны («книжица» «Трены, или Плачи»);
- смерть царя Алексея Михайловича («книжица» «Глас последний»);
- венчание царя Федора Алексеевича («книжица» «Гусль доброгласная»).

В состав «Рифмологиона» также были включены две пьесы:
- «Комидия притчи о блуднем сыне»;
- «Трагедия о Навходоносоре Царе, о теле Злате и о триех отроцех, в пещи не сожженных»

Отметим, что с обозначенными основными идеями сборника, которые были посвящены событиям жизни царской семьи и придворных, членам церковной епархии, встречаются также темы, связанные с близкими Симеону Полоцкому представителями придворной аристократии.
Симеон находился в теплых отношениях с влиятельным покровителем Б. М. Хитрово. Поэт посвятил ему несколько приветствий на разные случаи: «На новое лѣто здравствование», стихи в день Иова праведного — святого, соименного Богдану (Иову) Матвеевичу, поздравления «На именины» и «На Рождество Христово» и другие.
Интересен и тот факт, что Симеон Полоцкий почтенно относился и к членам семьи Хитрово. Например, устами внучки Богдана Матвеевича произносятся некоторые стихи на Пасху (цикл на Воскресение Христово). Это демонстрирует особое почтение автора к семье Хитрово, так как все остальные стихотворения цикла были посвящены только представителям царской семьи.
Ещё одним покровителем, которому посвятил стихотворения Симеон Полоцкий, стал Михаил Тимофеевич Лихачев, который пользовался особым расположением царя. Симеон Полоцкий посвятил Лихачеву свадебное приветствие. Среди покровителей и близких поэту был и князь Георгий (Юрий) Алексеевич Долгоруков. Симеон посвящает ему «Утешение».

## Жанровая специфика
Симеон Полоцкий был экспериментатором в области жанров, доказательством чего является жанровое разнообразие «Рифмологиона». Сборник включает в себя как более простые жанры: поздравительные речи, панегирики, приветствия, стихотворения-образцы (например, образец обращения раба к господину), так и более сложные: в первую очередь, изощренно организованные «книжицы».
Исследователи связывают творчество Симеона с традицией барокко, что позволяет называть его сложные стихотворные формы «типовыми» и формальными. В «Рифмологионе» Еремин выделяет такие формы, как «леонинские» полустишия, их разновидность «эхо» (carmen echicum), стих «многоприменительный», «узлы», акростихи и афиеросисы, а также фигурные стихи (carmina figurata).
Помимо названных жанров, «Рифмологион» включает в себя комедию и трагедию. Однако в названии «Комедии притчи о блудном сыне» слово «комедия» используется в традиционном для XVII века значении этого слова («история», «действие»), а не как жанровое определение. Трагедия «О Навходоносоре царе, о теле злате и о триех отроцех, в пещи не соженных», напротив, имеет важную роль с точки зрения жанрового новаторства. Н. Ефремова называет произведение первой русской трагедией.

## Поэтика текстов сборника
Для текстов «Рифмологиона» характерен синтез искусств. С одной стороны, они включают в себя живописные и графические изображения. Например, изображение креста, в которое вписаны стихотворные строки. С другой стороны, сами тексты нередко устроены как архитектурные сооружения, включая в себе несколько разнородных частей, составляющих общее целое. Так, траурные «книжицы» отличаются симметричностью, напоминающей двустороннюю колоннаду. Важные элементы текстов Полоцкий часто выделяет цветом.
Ещё одной особенностью поэтики «Рифмологиона» является обращение к античным образам и сюжетам. Однако для автора они представляют интерес лишь как поэтические формулы, позволяющие заменить нейтральное слово или словосочетание более возвышенным, создать выразительную гиперболу или дидактическое иносказание — излюбленные приемы Полоцкого.

## Пометы на полях рукописи
На полях «Рифмологиона» можно обнаружить многочисленные пометы как самого автора, так и его ученика Сильвестра Медведева. Часть из них свидетельствует о месте и времени исполнения стихов. Так, Медведев сообщает, что «Стиси краесогласнии в похвалу царевича Иоасафа» были исполнены в Измайлово в церкви Иоасафа, «что у великаго Государя на дворѣ, при нем великом Государѣ тоя церкви при посвѣщении в лѣто (1680)». Другие пометы содержат только дату написания стихотворения: на внешнем поле рукописи сам Полоцкий оставляет надпись «1660» напротив «Приветства» царю Алексею Михайловичу в день митрополита Алексия.
Благодаря пометам расширяется и круг адресатов текстов Полоцкого. По ним можно установить, что «Приветство на день святых апостолов Петра и Павла» было обращено к церковному иерарху, митрополиту Павлу III, близкому другу автора, а «Приветство в день собора святого Иоанна Предтеча» к Ивану Михайловичу Милославскому, родственнику царя по линии его первой жены — Марии Милославской. Однако по свидетельствам Полоцкого устанавливаются не только адресаты, но и исполнители стихотворений, например, сын одного из царских лекарей. Для него поэт написал стихотворение, с которым тот обратился к «Государыням Царевнам и Великим Княжнам». Полоцкий также не раз писал произведения от лица членов царской фамилии. Так, приветствие из цикла «На Рождество Христово» было адресовано сыном царя отцу, автор оставляет помету: «Сей стих глаголася к Государю Царю Алексѣю Михаловичю от Государя Царевича Алексѣя Алексѣевича».
Л. И. Сазонова отмечает, что во время создания «Рифмологиона» автор делал немало правок в рукописи, в том числе стилистических, о чём также свидетельствуют пометы на полях: Полоцкий предлагает варианты прочтения строк, например, в «Новая в мiрѣ радость днесь сияет» вместо «днесь» читать «нам». Есть и пометы, дополняющие текст произведений — вертикально расположенные строки с указанием их места в стихотворении.
На полях также можно обнаружить карандашные записи, оставленные, вероятно, А. В. Горским и К. И. Невоструевым при описании рукописи.

## Сборник в ряду других текстов автора
Стихотворные произведения Симеона Полоцкого по большей части объединены в два сборника — «Рифмологион» и «Вертоград многоцветный». Сравнение этих двух сборников, поиск параллелей и отличий является важным направлением в исследовании творчества Полоцкого. И. П. Еремин называет оба сборника музеем, «на витринах которого расставлены в определённом порядке самые разнообразные вещи», что подчеркивает неоднородность тем, жанров, образов и в «Рифмологионе», и в «Вертограде». Однако Сазонова указывает на то, что в «Вертограде» можно говорить о цельности замысла, потому что произведения создаются специально для этого сборника. В «Рифмологион» же Полоцкий включает ранее созданные тексты, которые объединяются уже постфактум. Таким образом, различий между сборниками выделяется значительно больше, чем сходств. Если в составе «Вертограда» превалируют дидактические стихотворения, «то „Рифмологион“ — это книга придворно-церемониальной поэзии, связанная с разными событиями в жизни московского двора». На основе этих тематических различий Федотова выделяет два направления творчества Полоцкого: просветительское и панегирическое. Более того, отличается и издательская судьба двух сборников: парадный список «Вертограда» характеризуется завершенностью, рабочая же рукопись «Рифмологиона» не была закончена. Интересно, что, несмотря на такую непохожесть этих сборников, в «Рифмологионе» встречаются отсылки к «Вертограду многоцветному», что позволяет не только противопоставлять сборники, но и искать параллели.
Также можно установить взаимосвязи «Рифмологиона» с «Практической риторикой», которую Полоцкий написал, будучи студентом Киево-Могилянской академии. Федотова сопоставляет «Рифмологион» не напрямую с текстом Полоцкого, а с «Книгой приветствы на господския и иныя праздники и иныя речи разныя», составленной в Москве. Исследовательница называет стихотворный сборник «поэтическим подобием „Книги приветствы…“», в который Симеон включает стихотворения-образцы на разные случаи. Это подтверждается и тем, что сам поэт считал «Рифмологион» источником готовых текстов для будущих приветствий.

## История изучения рукописи
«Рифмологион» стал объектом интереса исследователей (А. В. Горский, К. И. Невоструев) в середине XIX века. В научный обиход рукопись ввел архимандрит Савва.
И. П. Еремин предложил развернутую характеристику поэтического стиля Симеона Полоцкого, а также выдвинул идею о том, что автор «Рифмологиона» начал составлять сборник не в 1678, а в 1679 году. Позднее была доказана ошибочность такой точки зрения.
В. П. Гребенюк назвал «Рифмологион» «первым энциклопедическим сборником панегирической поэзии, призванной расширить славу России и русского царя». Кроме того, важна идея исследователя о том, что сборник — основа панегирической литературы петровского времени. Л. И. Сазонова также утверждала, что собрание стихов Полоцкого послужило образованию в русской литературе системы стихотворных жанров, соотносящихся с придворно-церемониальной практикой.